# Józef Cichowski
Józef Cichowski (ur. 5 września 1935 w Pilźnie, zm. 25 listopada 2007) – polski działacz partyjny i samorządowy, inżynier rolnictwa, w latach 1982–1990 prezydent Jaworzna.

## Życiorys
Absolwent Wyższej Szkoły Rolniczej w Krakowie, od 1960 związany z Jaworznem. Wstąpił do Polskiej Zjednoczonej Partii Robotniczej. W latach 1982–1990 sprawował funkcję ostatniego komunistycznego prezydenta Jaworzna. Po 1990 zakończył karierę polityczną.
Był żonaty. 28 listopada 2007 pochowany na Cmentarzu Pechnickim w Jaworznie.

## Odznaczenia
Odznaczony Orderem Odrodzenia Polski oraz srebrną i złotą Odznaką „Zasłużonemu w Rozwoju Województwa Katowickiego”.